# Suuns
Suuns est un groupe de rock canadien, originaire de Montréal, au Québec.

## Biographie
Le groupe est formé en 2007 à Montréal, et composé à l'origine de Ben Shemie et Joseph Yarmush, rapidement rejoints par Max Henry et Liam O’Neill, et joue sous le nom de Zeroes. Pour des raisons légales, le groupe opte ensuite pour le nom de Suuns (qui signifie zéros en thaï). 
Le groupe publie un premier album studio, intitulé Zeroes QC, en 2010,. En 2011, le groupe publie le single Bambi / Red Song et est désigné meilleur nouveau groupe par l'hebdomadaire musical britannique NME. 
Leur première prestation en festival européen se déroule à la Route du Rock (édition hiver) en févier 2011 ; si belle prestation qu'ils sont reprogrammés pour l'édition été de la même année. 
En 2012, Suuns joue au festival Sonic City en Belgique ; il s'agit de l'une des quelques performances de Suuns en festival. Ils participent aussi à l'ATP Festival de The National, au Village Underground de Londres, et au Point Éphémère de Paris. Le deuxième album du groupe, intitulé Images du futur, sort le 4 mars 2013. En juin 2013, l'album est listé pour le Prix Polar Music.
Le groupe apparait en concert dans le film Chorus, du réalisateur François Delisle, sorti en 2015. Suuns and Jerusalem in My Heart publie l'album Suuns and Jerusalem in My Heart à l'international le 14 avril 2015. Le groupe déclare lors d'un entretien avec Exclaim!, « enregistré en une semaine en novembre 2012, les morceaux mêle la force des deux groupes : le chant typé Moyen-Orient de Moumneh, et les arpeggios aux claviers et guitares incisives Shemie and Joe Yarmush [Suuns]. »
En mai 2015, le groupe commence à enregistrer l'album Hold/Still à Dallas, au Texas, avec le producteur John Congleton. Il est publié le 15 avril 2016 via Secretly Canadian. En novembre 2016, le groupe participe à la dixième édition du festival Le Guess Who? d'Utrecht, aux Pays-Bas. Il fait aussi participer Pauline Oliveros, Alessandro Cortini, Patrick Higgins et Jerusalem in My Heart.
En 2018, le groupe lance l'album Felt qui a été réalisé par John Congleton qui est somme toute plus léger que les sorties précédentes. En 2021, il lance The Witness un album plus lumineux. Le 6 septembre 2024, SUUNS fera paraître The Breaks.